# Grădina Botanică din Cluj-Napoca

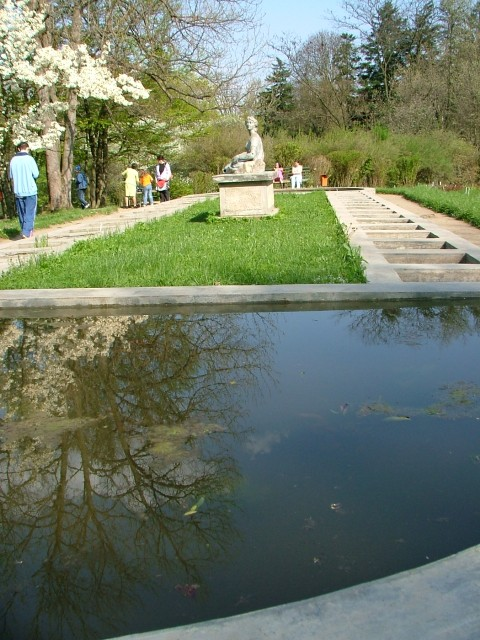
Bazinele construite lângă Turnul de apă

Grădina Botanică „Alexandru Borza” a Universității Babeș-Bolyai din Cluj-Napoca, România a fost fondată în 1920 de profesorul Alexandru Borza. 
Întinsă pe o suprafață de aproape 14 hectare, în partea sudică a Clujului, grădina botanică, organizată după Unirea Transilvaniei cu România, în anii activității de așezare pe temeiuri solide a universității clujene, a reușit să se dezvolte în timp atât ca și un obiectiv turistic clujean cât și ca important spațiu didactic și științific din cadrul Universității Babeș-Bolyai.
Este înscrisă pe lista monumentelor istorice din județul Cluj, elaborată de Ministerul Culturii si Patrimoniului Național din România în anul 2010 (cod LMI CJ-II-a-B-07455). 
Grădina conține pe teritoriul său peste 10.000 de specii de plante din toate colțurile lumii, fiind structurată pe mai multe sectoare: ornamental, fitogeografic, sistematic, economic și medicinal. Flora și vegetația românească sunt reprezentate prin plante din câmpiile transilvane, Munții Carpați, Banat, etc.
Printre atracțiile grădinii se numără Grădina japoneză (o grădină în stil japonez cu un pârâu și o căsuță în stil japonez), Grădina romană cu vestigii arheologice din vechea colonie romană Napoca, printre care și o statuie a lui Ceres, zeița cerealelor și a pâinii, alături de plante cultivate care domină agricultura contemporană românească.

## Istorie
După înființarea primelor universități, grădinile de plante medicinale existente pe lângă mănăstiri s-au subordonat acestora constituindu-se treptat în adevărate grădini botanice, în care științele botanice cu diferitele lor ramuri au devenit discipline de studiu. Este și cazul Grădinii Botanice “Alexandru Borza” din Cluj-Napoca, a cărei istorie a fost legată de Universitatea Românească din capitala Transilvaniei și de prezența la început, în calitate de profesor, a lui Alexandru Borza.

### Precursori
În anul 1872, odată cu fondarea Universității Franz Josef din Cluj, unicei catedre de botanică i s-a atașat o vastă grădină, organizată în parcul dăruit de contele Mikó Muzeului Național Ardelean, care urma să fie transformat în grădină botanică. O bogată colecție de arbori și arbuști formau fondul și începutul promițător al unei grădini botanice. La intrarea parcului se afla o clădire cu patru camere, care servea drept Institut Botanic și birou. Primul director, prof. Dr. A. Kanitz (1872-1896), nu a reușit sa organizeze o instituție solidă, cu viitor. Fondurile de care a dispus au fost modeste, din ele reușind cu greu să realizeze o școală sistematică și de plante medicinale și o mică seră pentru plante tropicale, mai mult de trei sferturi din spațiu rămânând însă neamenajat. La 1882 s-a clădit în mijlocul grădinii Institutul de Chimie. Casa contelui Mikó a fost transformată de la început în Muzeu de Zoologie, în loc să fie folosită pentru un Muzeu botanic. În 1897, când a venit al doilea director, prof. Dr. J. Istvánffi (1897-1901) s-a dărâmat și clădirea Institutului Botanic, întreaga gradină pierzându-și sensul definit inițial, în ciuda eforturilor considerabile pentru ridicarea acestei grădini la nivelul celor din vest făcute de către noul director. Abia venind la 1901 al treilea director, prof. Dr. Aladár Richter, cu o bogată experiență și vederi moderne, Grădina Botanică a fost înzestrată cu o seră mai mare, ridicată în grădina externă, care fusese lăsată în paragină până atunci. La acel moment se aștepta la o epocă de înflorire pentru aceasta instituție de cultură, însă pe neașteptate prof. Apathy și-a așezat în mijlocul grădinii botanice noul său Institut de Zoologie. Astfel Grădina Botanică împânzită cu Institutul de Chimie și Zoologie, departe de institutul său botanic nu mai putea deservi în mod serios științele botanice. 
După numeroase demersuri, directorul Aladár Richter a reușit să convingă guvernul de necesitatea unor măsuri pentru salvarea grădinii. În 1910-1912 s-a cumpărat, ca despăgubire pentru grădina muzeului un teren excelent pentru o nouă Grădină Botanică. Teritoriul respectiv, ales ondulat și accidentat, era potrivit diferitelor culturi și de o rară frumusețe peisajeră. Era înzestrat cu clădiri pentru director, personal și gospodărie. 
Profesorul Richter a ieșit la pensie și nu a reușit să se ocupe personal de amenajarea acestei grădini. Din lipsă de fonduri și inițiativă nici urmașul sau St. Gyorffy (1913-1919) nu a făcut-o, ci a preferat să cultive, pe timpul primului războiului mondial, zarzavat și fructe pentru spitale și a adăpostit refugiații maghiari din 1916. Noii administrații românești i-a fost dat să transforme livada de pomi fructiferi existentă într-o adevărată Grădină Botanică.

### Creare și dezvoltare
Marea Unire a adus cu sine naționalizarea universității clujene, după ce corpul profesional preexistent a refuzat să recunoască dreptul de control al statului roman și să participe la activitatea universității. La 12 mai 1919, o comisie de 14 specialiști ardeleni a fost delegată de către Consiliul Dirigent al Transilvaniei să preia inventarul mobil și imobil al Universității. Pentru instituțiile cu profil biologic a fost delegat Alexandru Borza care a rămas din acest moment la Cluj. În 1920 el elaborează planul Grădinii împreună cu Kornél Gürtler. Acesta prevedea numeroase lucrări de organizare, lucrări care au început în toamna aceluiași an sub conducerea d-lui Dr. Onisifor Ghibu.

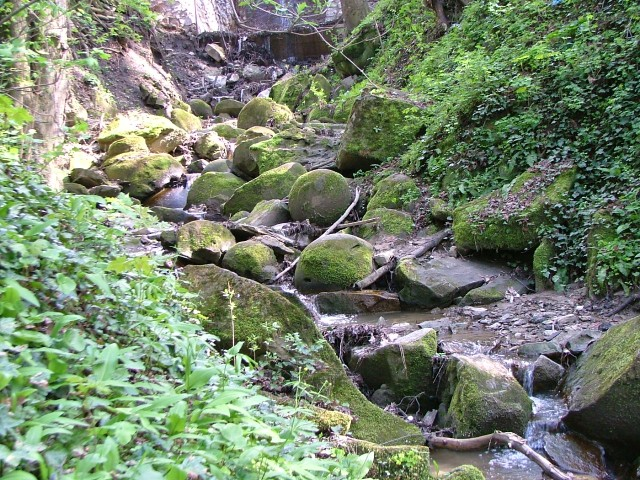
Pârâiașul Țiganilor

Sunt cumpărate două parcele vecine și astfel se intră în posesia pitorescului pârâiaș al “Țiganilor”. S-a câștigat, prin schimb, un colțișor unde se îmbină doua confluențe ale acestui pârâiaș. Sunt construite trei podulețe rustice și un pod mai mare peste acest pârâu. În același timp se desfundă peste 35 000 m² de teren pentru secția sistematică, care se plantează și însămânțează cu iarbă. Pentru asigurarea apei necesare s-a construit, în paralel, o rețea de apeducte care se alimenta dintr-un castel de apă propriu ce primea apa din rezervorul de beton al grădinii în care se varsă pârâul Țiganilor. 

S-au creat drumuri, cărări și poteci, care au fost pavate și pietruite în parte, iar altele acoperite cu nisip. S-au construit 6 răsadnițe de beton și 12 de lemn, 2 florării de zid și lemn, o casă mare de iernare pentru plantele mediteraneene, cu încălzire centrală și apă caldă, la care s-a atașat și mica seră de fier mutată din grădina veche. Totodată se mută și șopronul mare de rechizite și atelierul de tâmplărie, după ce în altă parte a curții se ridică un mic șopron-garaj pentru vehiculele Grădinii și s-a refăcut în același timp grajdul pentru cai. 

Au fost totodată reparate sau reconstruite locuințele pentru personal: s-au construit noi clădiri administrative, cum ar fi căsuțele pentru portar de la cele 2 intrări principale (cea de pe Strada Pasteur și cea de pe Gheorghe Bilașcu), s-au făcut împrejmuiri de sârmă sau scândură pe o lungime de peste 400 metri, cu porțile și portițele necesare. Întreaga parte tehnică grădinărească a acestor lucrări de creare a unei Grădini Botanice noi a fost executată de către C. Gurtler, ajutat de un personal devotat în frunte cu grădinarul șef Gheorghe Filip. Planul grădinii fiind alcătuit de un botanist, iar nu de un arhitect și fiind totodată pus în practică sub conducerea tot a unui botanist, întreaga Grădină Botanică este în primul rând o expresie a conceptelor botanice în materie de clasificare a plantelor și de fitogeografie, iar nu un parc public artistic. Stâncăriile, bazinele, grămezile de nisip și colțurile umbroase sunt făcute pentru a da plantelor condițiile naturale cele mai potrivite de care au nevoie pentru a trăi, iar nu ca și decor arhitectural. Punctul de vedere al esteticii horticulturii și al arhitecturii decorative a fost trecut pe planul al doilea, dându-se prioritate cerințelor botanice și crescând astfel valoarea științifică a întregii instituții.

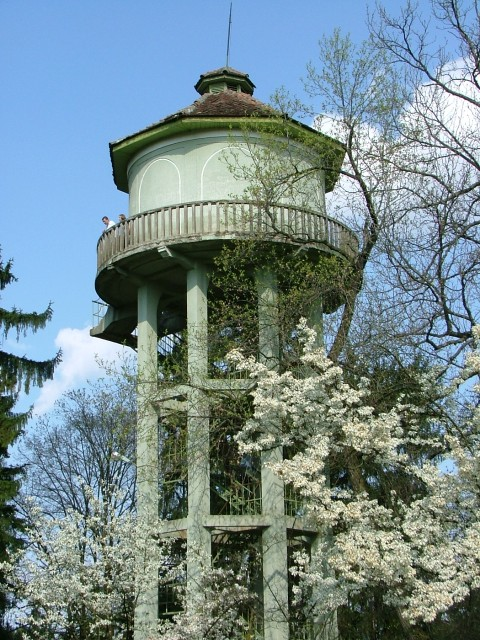
Turnul de apă

În toamna anului 1923 s-au terminat lucrările de construire a instalațiilor hidraulice proprii ale Grădinii, alcătuite la acel moment din următoarele piese: un baraj pentru Pârâul Țiganilor, un bazin de colectare a apei, casa de pompe cu motor pe benzină, castelul de apă cu rezervor (capacitate de 80 000 kg apă) având o scară de acces până în vârf și o galerie care servește și astăzi drept punct de admirare a panoramei Grădinii și întregului oraș, o rețea de distribuție în întreaga grădină cu 25 hidranți. În apropiere sunt prezente, de asemenea, două bazine mari semi-eliptice din beton și 34 de bazinașe pătrate (aflate în legătură cu instalațiile hidraulice), în care au fost plantate numeroase plante exotice. Tot în 1923 s-au amenajat aproape complet grupele sistematice ordonate după un plan original, s-au construit stâncării pentru plantele mediteraneene și s-au organizat diferite grupe ornamentale ale plantelor. S-a pavat o mare parte din drumul principal al Grădinii și a fost afișat la ambele intrării ale Grădinii planul grădinii, executat în culori. În cursul anilor 1923-1924 s-a făcut un nou pas către terminarea amenajării grădinii: s-au întocmit și așezat grupele biologice, ecologice și genetice cuprinzând numeroase secții (economia de apă a plantelor, apărarea acestora împotriva secetei, conservarea speciei, geneza speciilor).
În paralel au fost efectuate numeroase lucrări pregătitoare pentru așezarea grupelor est-asiatice și în special pentru amenajarea grădinii japoneze pe insula din lacul artificial. Lanternele de piatră au fost pregătite la Scoală de Arte și Meserii din Zlatna, iar podul, în stil japonez, în atelierul institutului. Astfel pe drumul care începe cu fântâna de piatră pitorească și până la pădurea de brad ce alcătuiește un fond admirabil pentru întregul peisaj s-a amenajat o grădină japoneză, cu plante din flora Orientului Îndepărtat. Grădina prezintă o serie de elemente arhitecturale specifice Țării Soarelui Răsare: insula împodobită cu diferite plante, un pod curbat și ornamentat în stilul tradițional japonez, alături de un „mon” - poarta sacră și în jurul lacului au fost așezate patru lanterne de piatră. În acest cadru specific japonez sunt cultivate numeroase plante ale Japoniei.

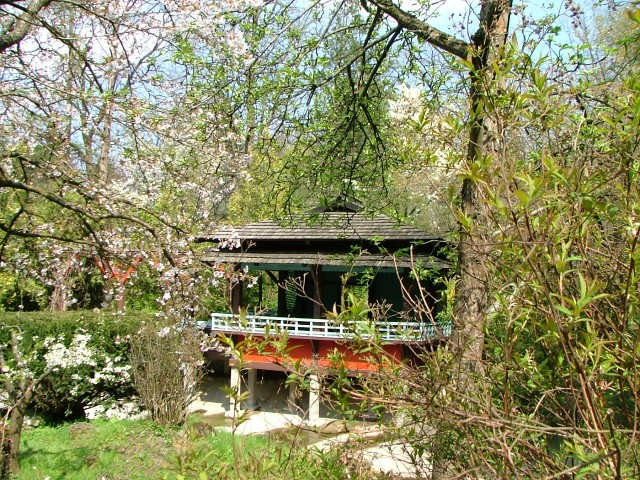
Imagine de pe insula Grădinii Japoneze

În 1924 se reconstituie și adaptează palmarul de la vechea Grădină. Lucrarea, destul de complicată de altfel, a fost executată de 2 firme particulare, palmierii și celelalte plante mari ajungând în final sub siguranța unui nou acoperiș. Tot acum s-a construit drumul prin păduricea de brădet și s-au pavat numeroase cărări în noua Grădină.
Până la acest moment Grădina nu fusese una publică. Dat fiind progresul deosebit al stadiului amenajărilor, conducerea Grădinii Botanice hotărăște că este momentul să o deschidă și pentru public. Astfel la 25 iunie 1925, directorul a invitat reprezentanții ziarelor locale și naționale, prezentându-le Grădina și explicându-le istoricul organizării ei. Toate ziarele au scris în edițiile următoare despre frumusețea și scopurile științifice ale acestei instituții realizată într-o perioadă atât de scurtă de către administrația românească. În perioada anilor 1929-1930, Senatul Universității a repartizat o sumă necesară pentru împrejmuirea spre strada Louis Pasteur a Grădinii și pentru începerea construirii unui complex de sere.
În 1960 au fost date în folosință serele noi ale grădinii cu cele 6 compartimente. În perioada 1963-1964 s-au asfaltat principalele alei ale grădinii, s-a consolidat lacul din Grădina Japoneză și înlocuit gardul împrejmuitor din lemn cu unul nou, de beton. După 1986 au fost desfășurate o serie de lucrări de refacere a fundului lacului Grădinii Japoneze și a canalizării acestuia. Lucrările nu au fost încă finalizate din lipsă de fonduri, la momentul actual lacul fiind desecat. Din 1997 până în prezent s-a inițiat un program de reparații al complexelor de sere, la Institutul Botanic, s-au asfaltat alei și s-a modernizat iluminatul public. La o parte din alei li s-a schimbat pavajul din asfalt cu unul nou, mult mai estetic. Lucrările au fost derulate însă cu greutate, fondurile disponibile nefiind nici pe departe suficiente.

## Floră și vegetație
La momentul de față grădina deține peste 10 000 de specii de plante, număr foarte mare pentru o grădină botanică, fapt care a dus la o evaluare a Grădinii printre cele mai prestigioase din lume. Flora și vegetația din România este reprezentată foarte bine prin plante aduse din Banat, Moldova, Oltenia, dunele maritime ale Mării Negre, Câmpia și Podișul Transilvan, dar și din Munții Carpați. Relieful variat a permis aducerea de plante din munții Caucaz, Balcani, Himalaya, dar și din zona Mării Mediterane.

## Compartimentare
Pentru a crea condițiile cele mai propice plantelor a fost realizată o împărțire a spațiului în mai multe sectoare:
- Sectorul ornamental - Aici sunt cultivate zeci de specii a câtorva sute de plante lemnoase și ierboase care încântă vizitatorii de-a lungul întregului an în zone cum ar fi Grădina Japoneză, Rosariumul și Grădina Mediteraneană;
- Sectorul fitogeografic conține o colecție de plante aranjate în funcție de asociațiile lor naturale;
- Sectorul sistematic - un mare număr de specii grupate pe familii, care la rândul lor sunt dispuse după ordine și clase, din punct de vedere filogenetic;
- Sectorul economic este format dintr-o serie de plante cultivate pentru utilitatea lor industrială/economică, cum ar fi cocotierul sau palmierul de ulei;
- Sectorul medicinal - plante cunoscute datorită proprietăților lor medicale și curative.

## Sere

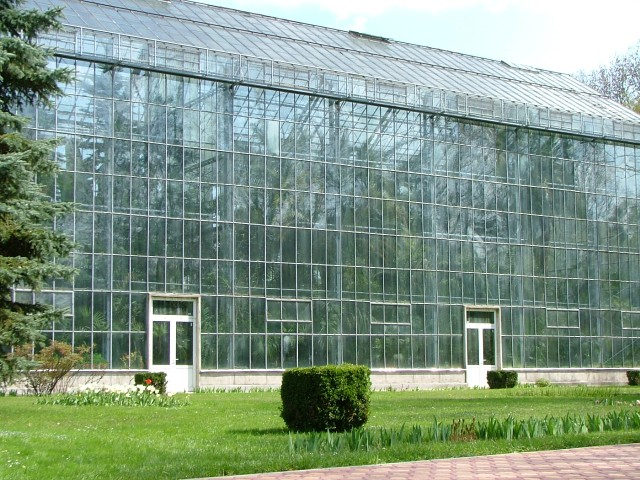
Sera palmierilor, cea mai mare seră

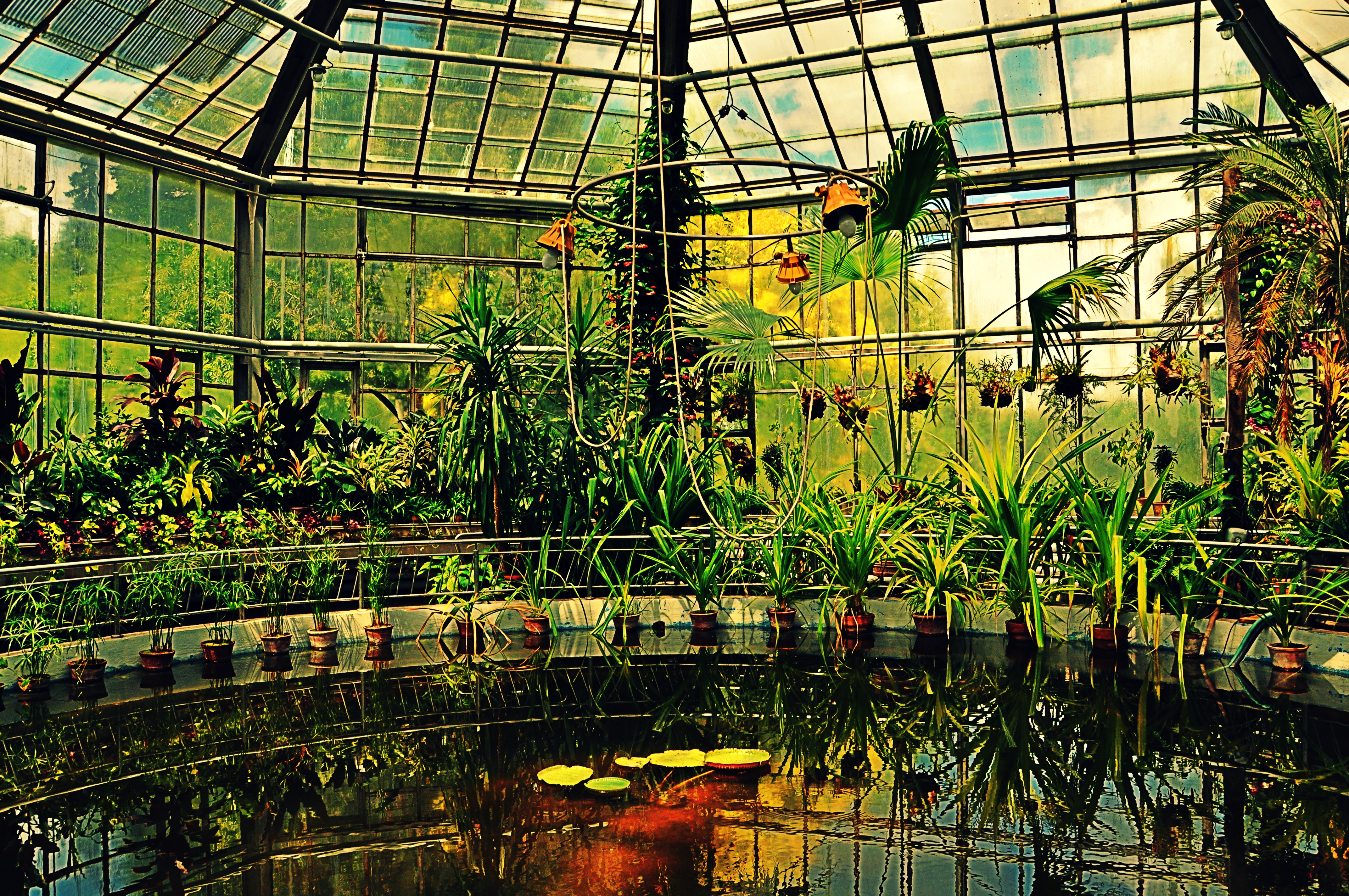
Sera din Gradina Botanica Cluj-Napoca

Complexul de sere existent este format din 2 grupe cu un total de șase sere (în suprafață totală de peste 3 500 de m²) în care sunt cultivate plante ecuatoriale și tropicale:
- Sera cu plante acvatice – aici se poate admira lotusul amazonian cu frunze de peste 1,5 m diametru,
- Sera cu palmieri – peste 80 de specii de palmieri decorativi sau industriali (cocotierul, palmierul de ulei), aduse din Japonia, Australia, Asia și Insulele Canare
- Sera cu vegetație din Australia și mediteraneană – diverse specii de ficus, ferigi,
- Sera cu orhidee și ferigi,
- Sera cu bromeliacee,
- Sera cu plante suculente.

## Grădina romană

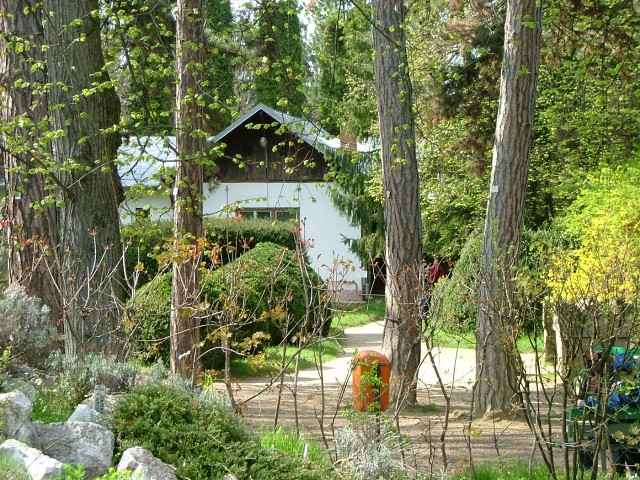
Zona Grădinii Romane (în dreapta se află cele 2 sarcofage romane)

Grădina Romană, sau Grădina lui Pliniu, este dispusă în jurul statuii zeiței romane a agriculturii Ceres, în acest spațiu fiind aranjate o serie de piese arheologice descoperite în orașul roman Napoca, printre care și două sarcofage romane. Aici se află totodată o colecție de plante care decorau odinioară grădinile romane.

## Grădina japoneză

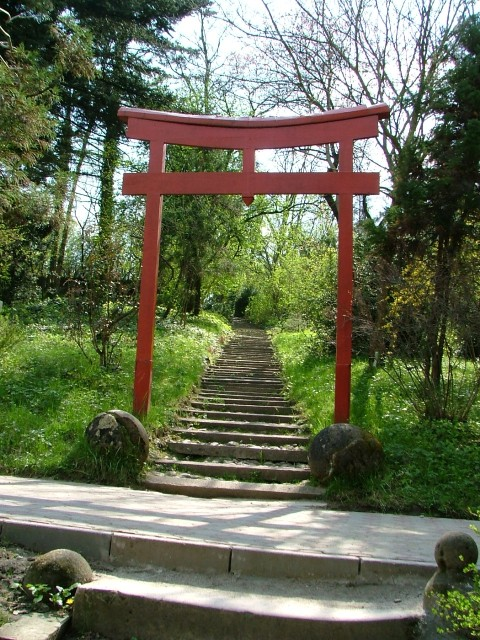
Poarta sacră a Grădinii japoneze

Grădina Japoneză este aranjată în stilul tradițional gyo-no-niwa și cuprinde elemente de peisaj specifice Japoniei, aranjate într-un cadru tradițional japonez: un lac creat artificial, în mijlocul căruia se află o mică insulă legată de marginile lacului pe o parte printr-un pod curbat japonez la capătul căruia se află o poartă sacră japoneză, iar pe partea opusă se află un podeț din piatră. În jurul lacului sunt dispuse patru lanterne de piatră, zona fiind amenajată cu plante aduse din Orientul Îndepărtat.

## Contribuții științifice
De-a lungul timpului grădina a reușit să dezvolte relații de colaborare cu peste 450 de instituții similare din peste 80 de țări, în domeniul botanicii. Grădina a devenit unul dintre membrii fondatori ai Asociației Grădinilor Botanice din România, iar în incinta sa se află Institutul Botanic al Facultății de Biologie și Geologie, care cuprinde o serie de instituții culturale și științifice.

### Instituții patronate
Sub patronajul Grădinii Botanice se află o serie de instituții cu scop științific, didactic și cultural:

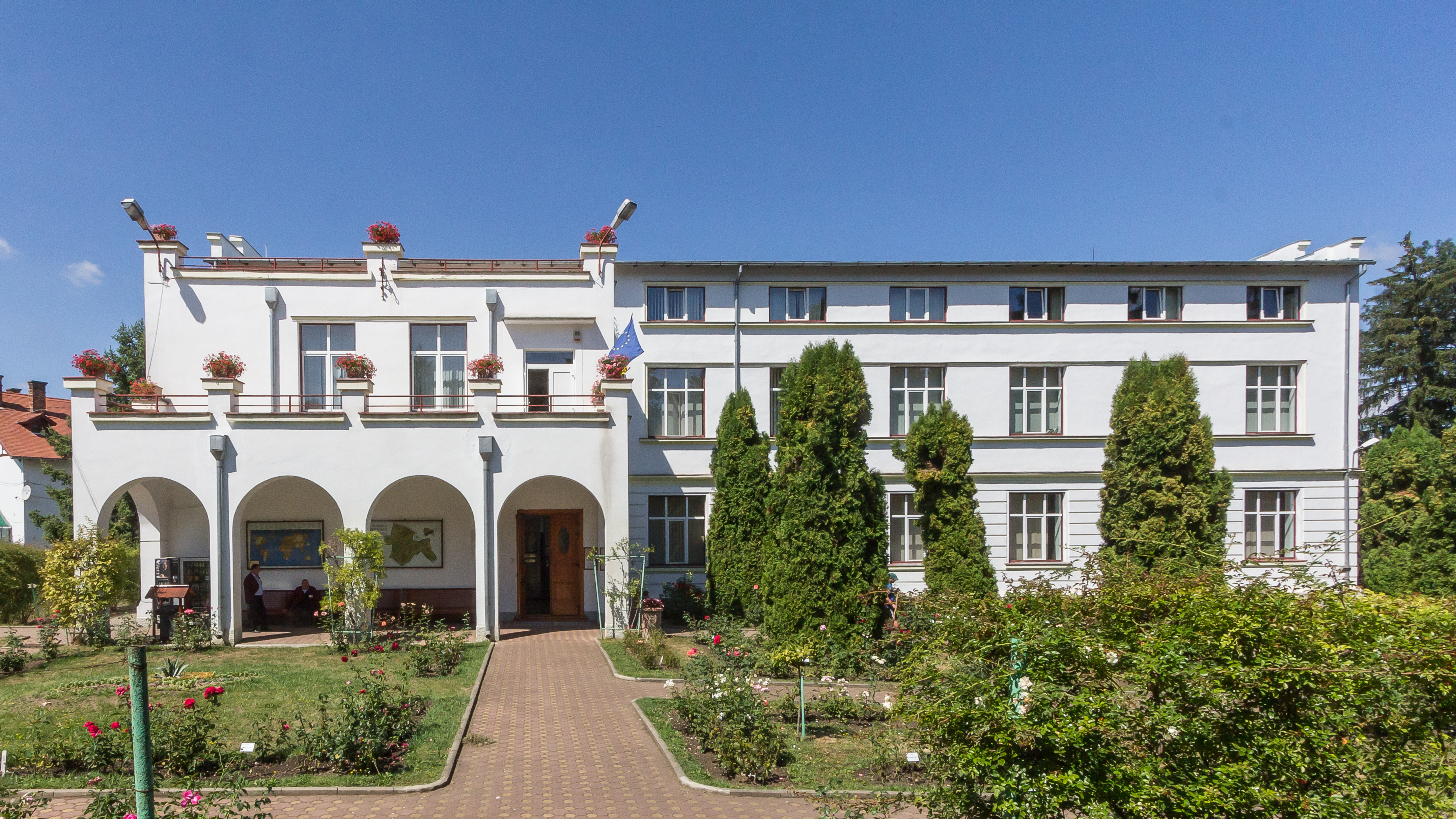
Muzeul Botanic și Sectorul fitogeografic. La dreapta se află Grădina Japoneză

- Muzeul Botanic din incintă deține peste 7 000 de piese și exponate, care sunt admirate de către vizitatori și folosite cu scop didactic și științific;
- Herbarul Grădinii Botanice este cel mai mare din România, cu peste 650 000 de eșantioane de plante din toate regiunile lumii, cu o valoare științifică deosebită și aflat mereu la dispoziția studenților și a cercetătorilor;
- Biblioteca de Botanică este adăpostită la parterul Institutului Botanic și deține materiale de la instituții cum ar fi Asociația Muzeului Ardelean, Biblioteca Institutului Botanic, Catedra de Botanică a Universității Clujene precum și din donații de la o serie de oameni de știință clujeni cum ar fi Alexandru Borza, Onoriu Rațiu ș.a.

### Publicații proprii
Grădina editează, în același timp, o serie de publicații prin care își promovează activitatea:
- Catalogul de Semințe este o publicație anuală prin care instituția clujeană realizează schimburi de semințe cu peste 500 de instituții botanice de pe tot globul. În acest fel Grădina obține specii noi de plante pe care le adaugă colecției sale.
- Revista „Contribuții Botanice” conține lucrări științifice din domeniul botanicii.
- Revista „Flora Romaniae Exsicca” este o publicație prin care Grădina Botanică realizează schimburi de material de herbar cu alte instituții botanice din lume.

## Misiune
În prezent, în grădinile botanice existente în lume se estimează că sunt peste 4 milioane exemplare de plante, aparținând la aproximativ 80 000 specii, multe dintre ele pe care de dispariție. În perioada ultimilor zeci de ani, dată fiind degradarea rapidă a habitatelor naturale ca urmare a supraexploatării, poluării, intensificării deșertificării s-a accelerat ritmul de dispariție al speciilor vegetale, fapt care a impus reconsiderarea rolului și importanței grădinilor botanice, care trebuie să depună eforturi în conservarea bio-diversității mondiale.
Misiunea globală a acestora trebuie să urmărească oprirea pierderii de specii și a diversității lor genetice în lume. Grădina botanică clujeană și-a impus încadrarea în aceste noi cerințe, inițiind cu succes cercetări privind posibilitățile de conservare, a unor specii valoroase din flora României, în special a celor periclitate sau endemice.

## Galerie de imagini

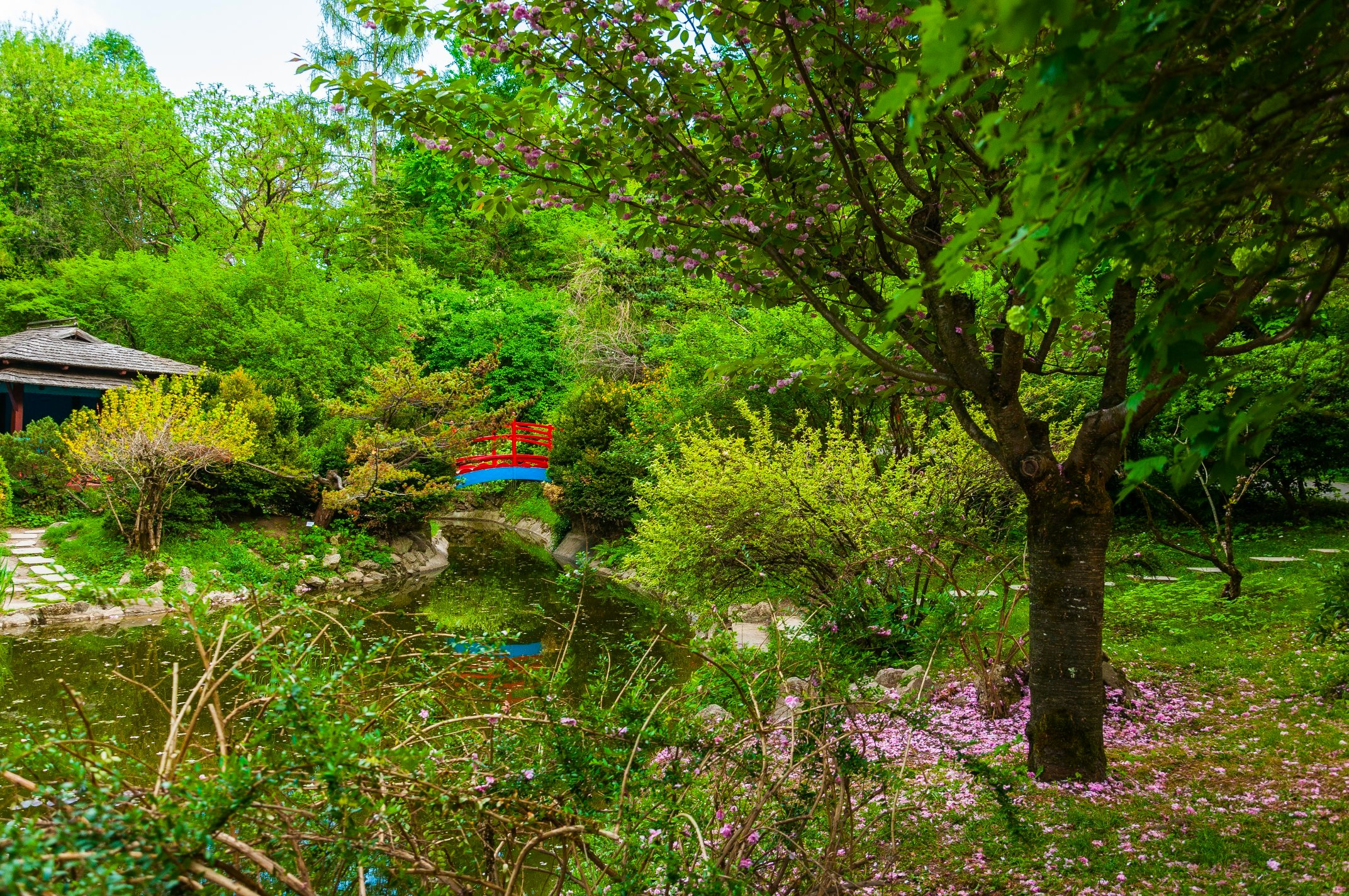
Grădina Japoneză
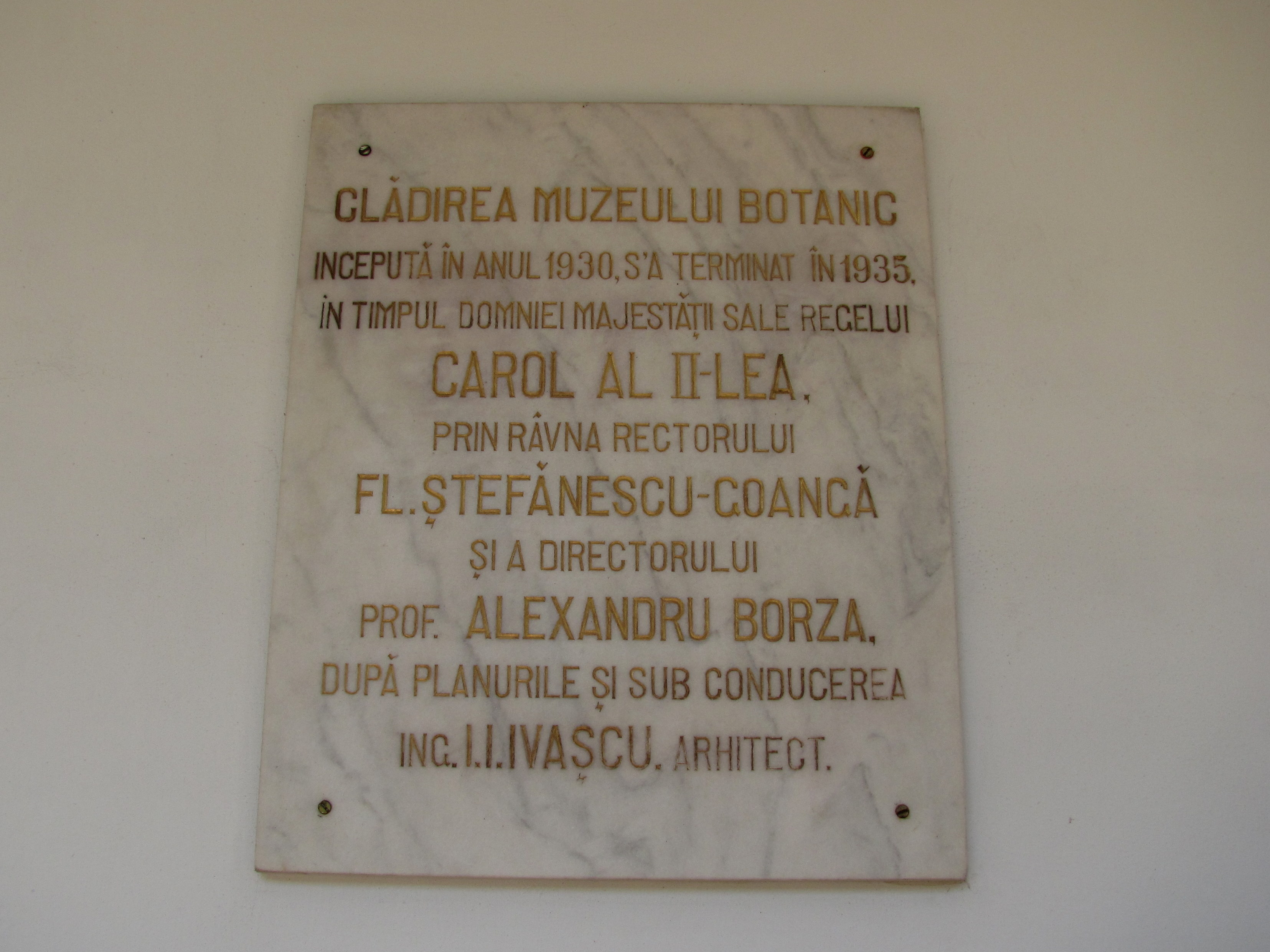
Inscripție pe clădirea Institutului Botanic
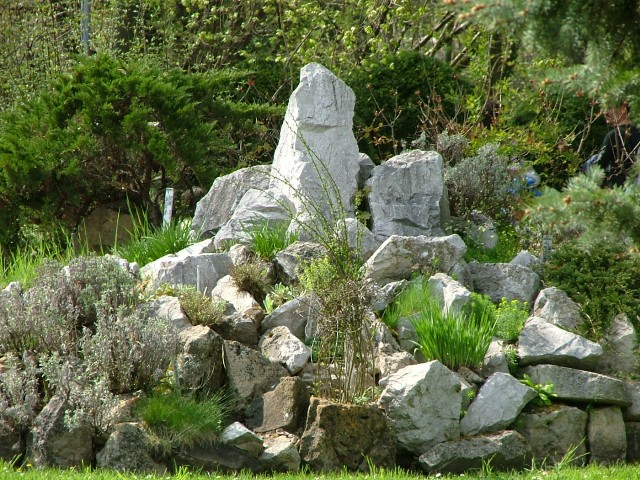
Grădina Romană
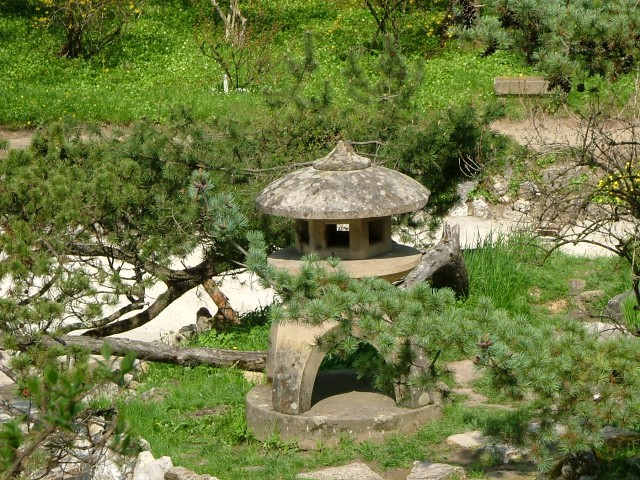
Lanternă de piatră din Grădina Japoneză
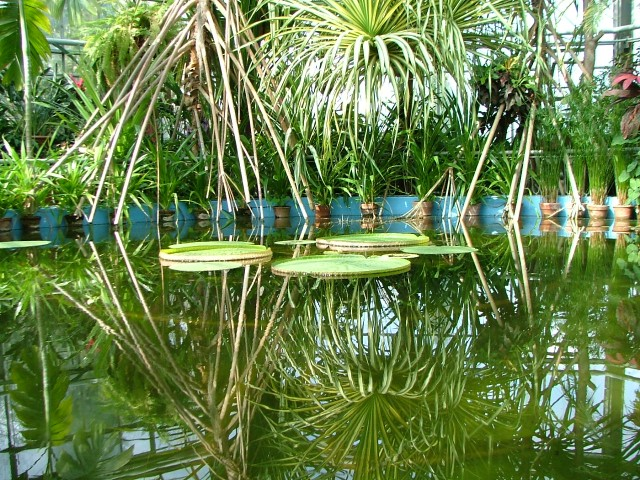
Sera Plantelor acvatice
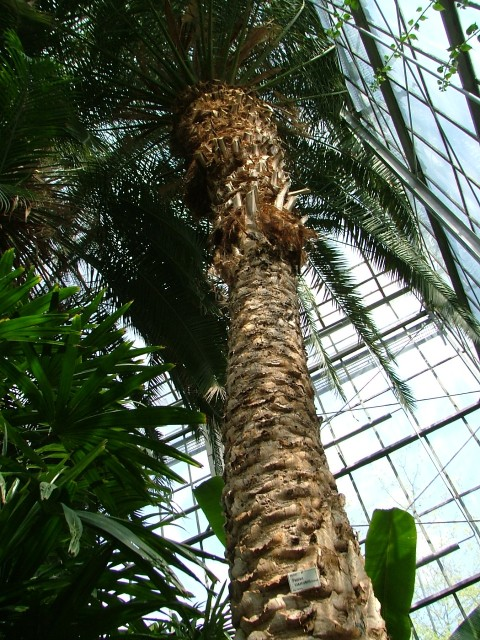
Sera palmierilor
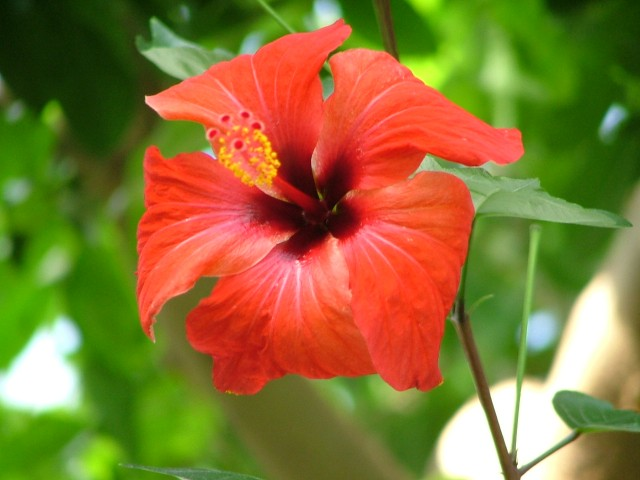
Flori cultivate în sere
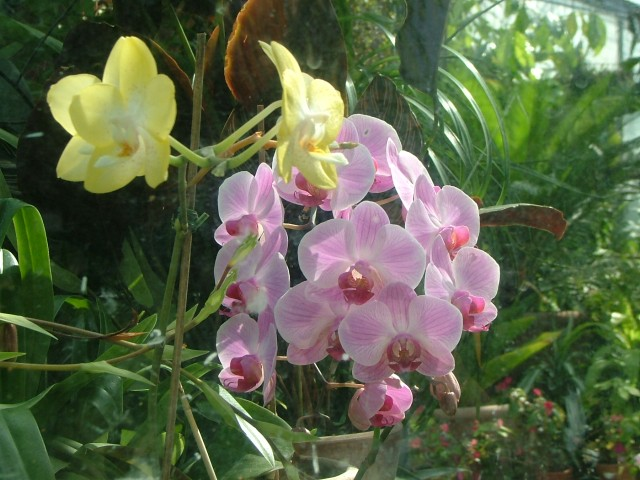
Detaliu din seră
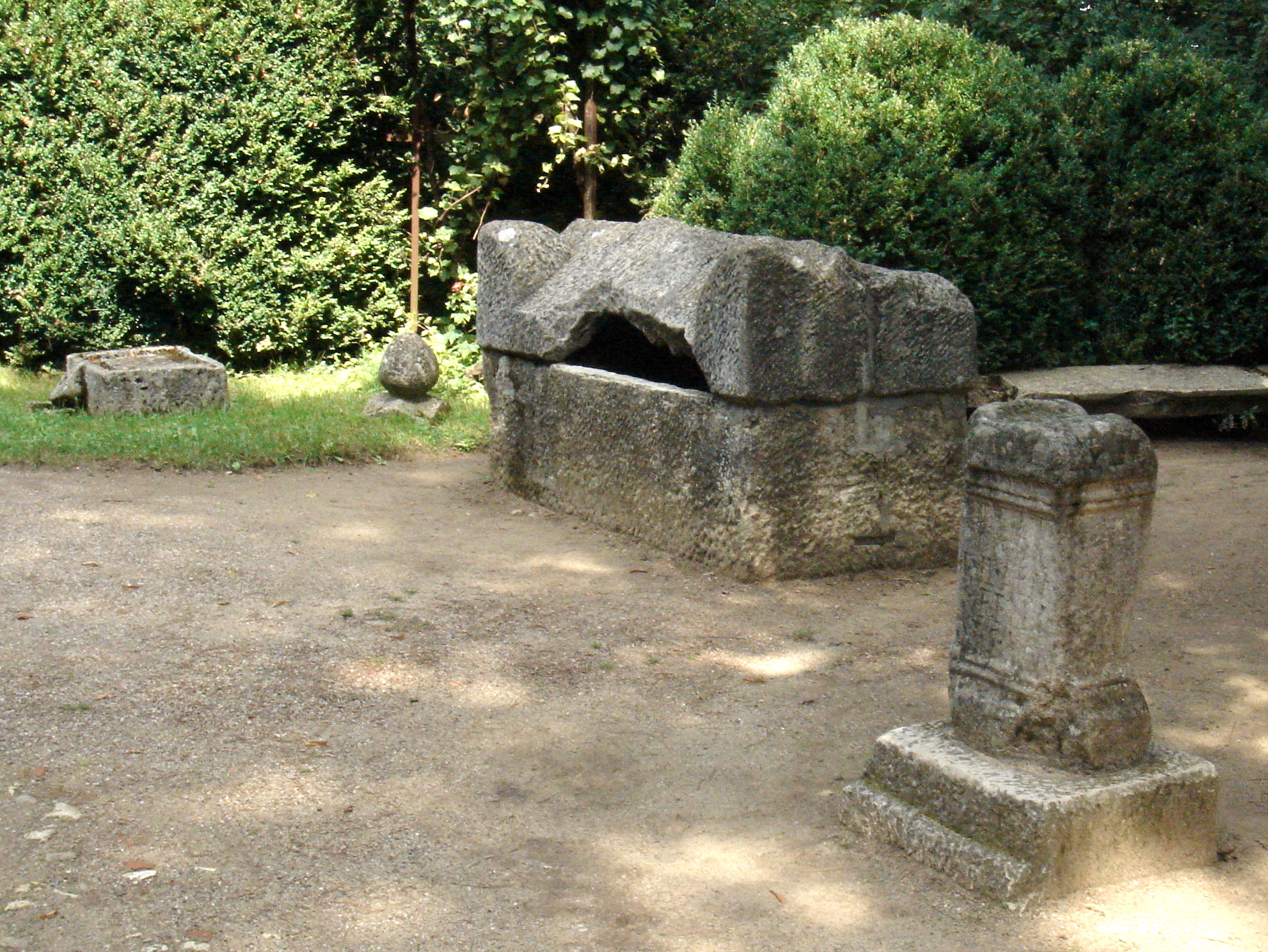
Vestigii romane din Grădina Romană
Statuia lui Alexandru Borza
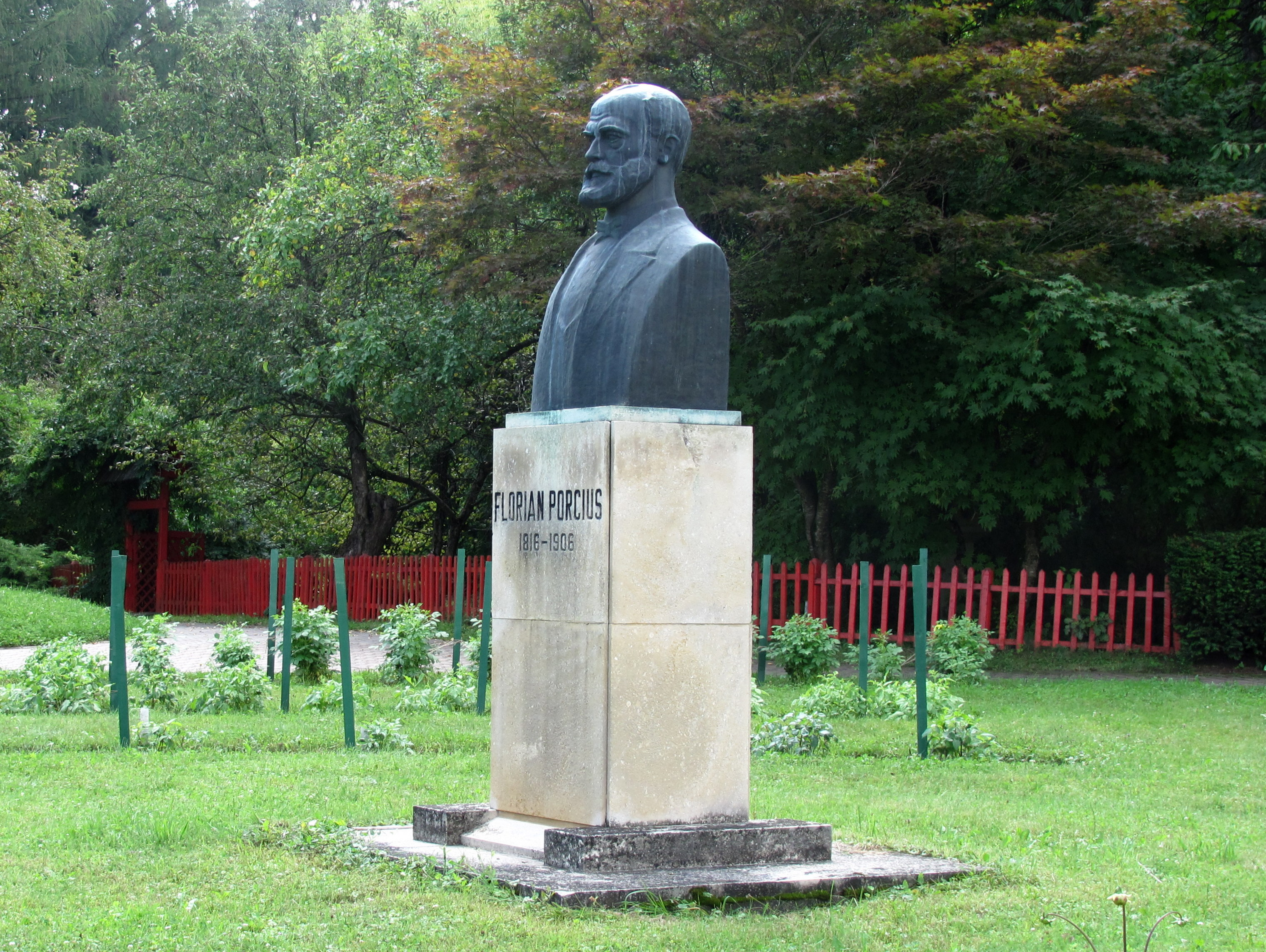
Bustul lui Florian Porcius
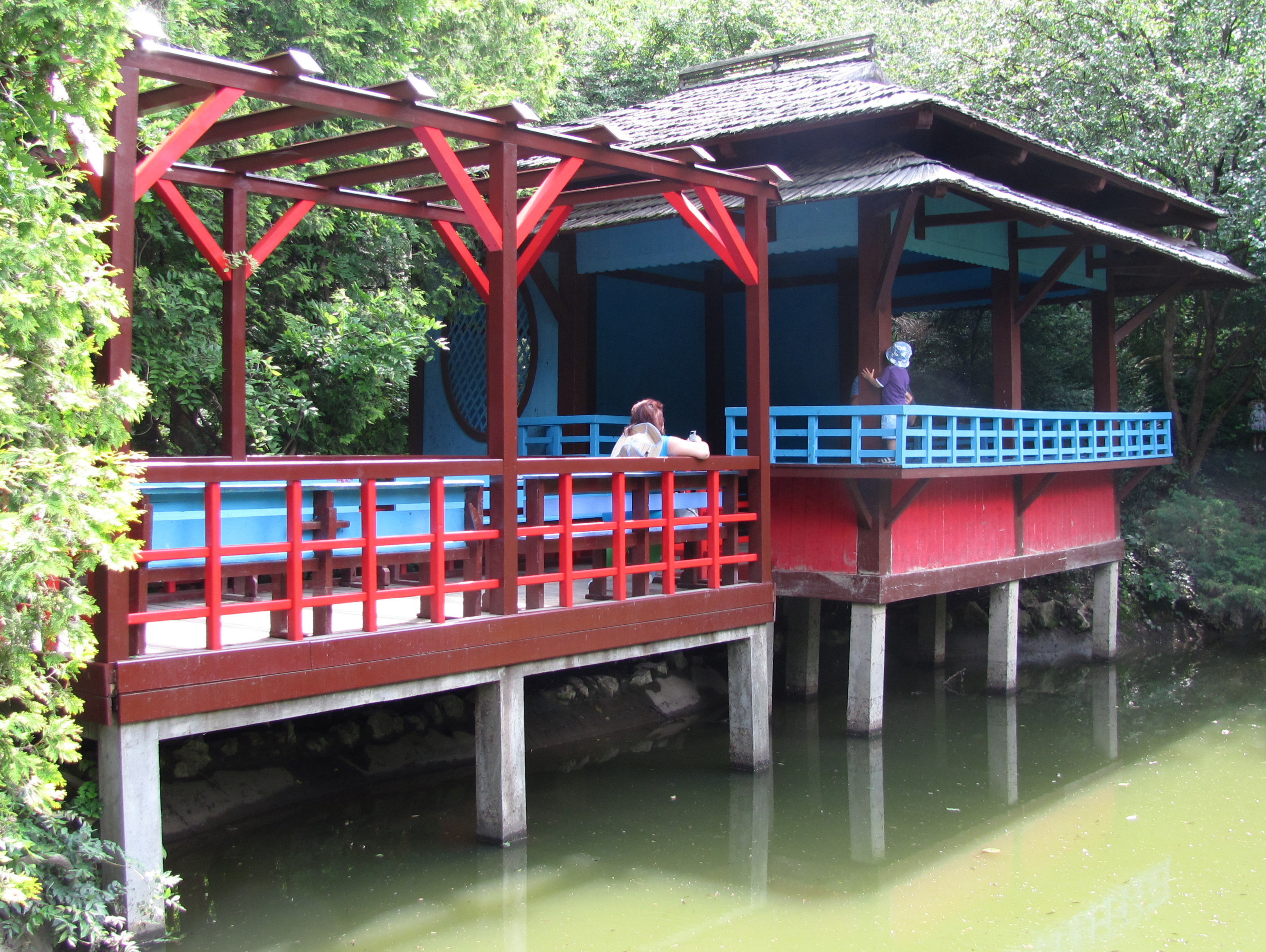
Pod în Grădina Japoneză
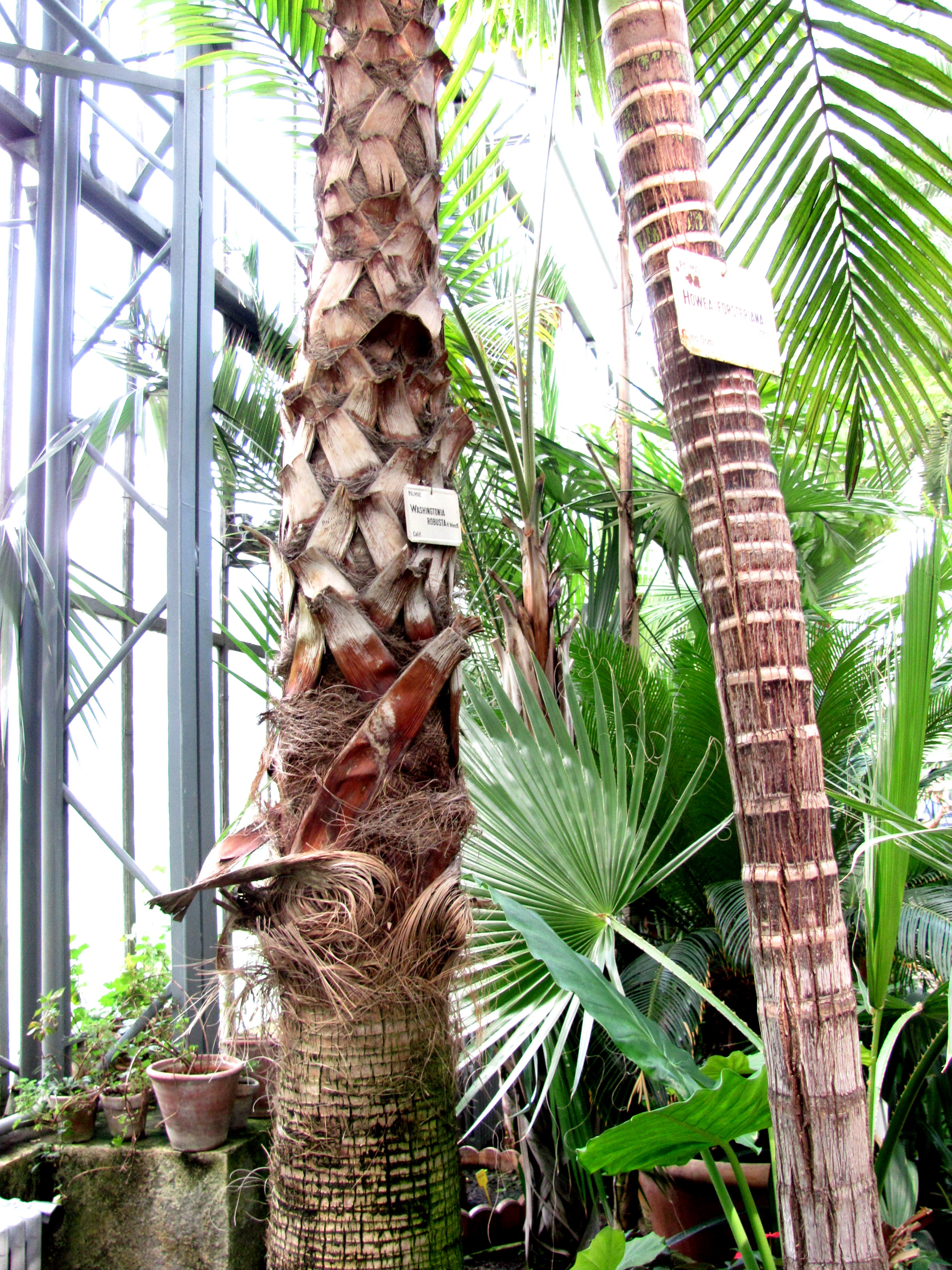
Seră cu palmieri
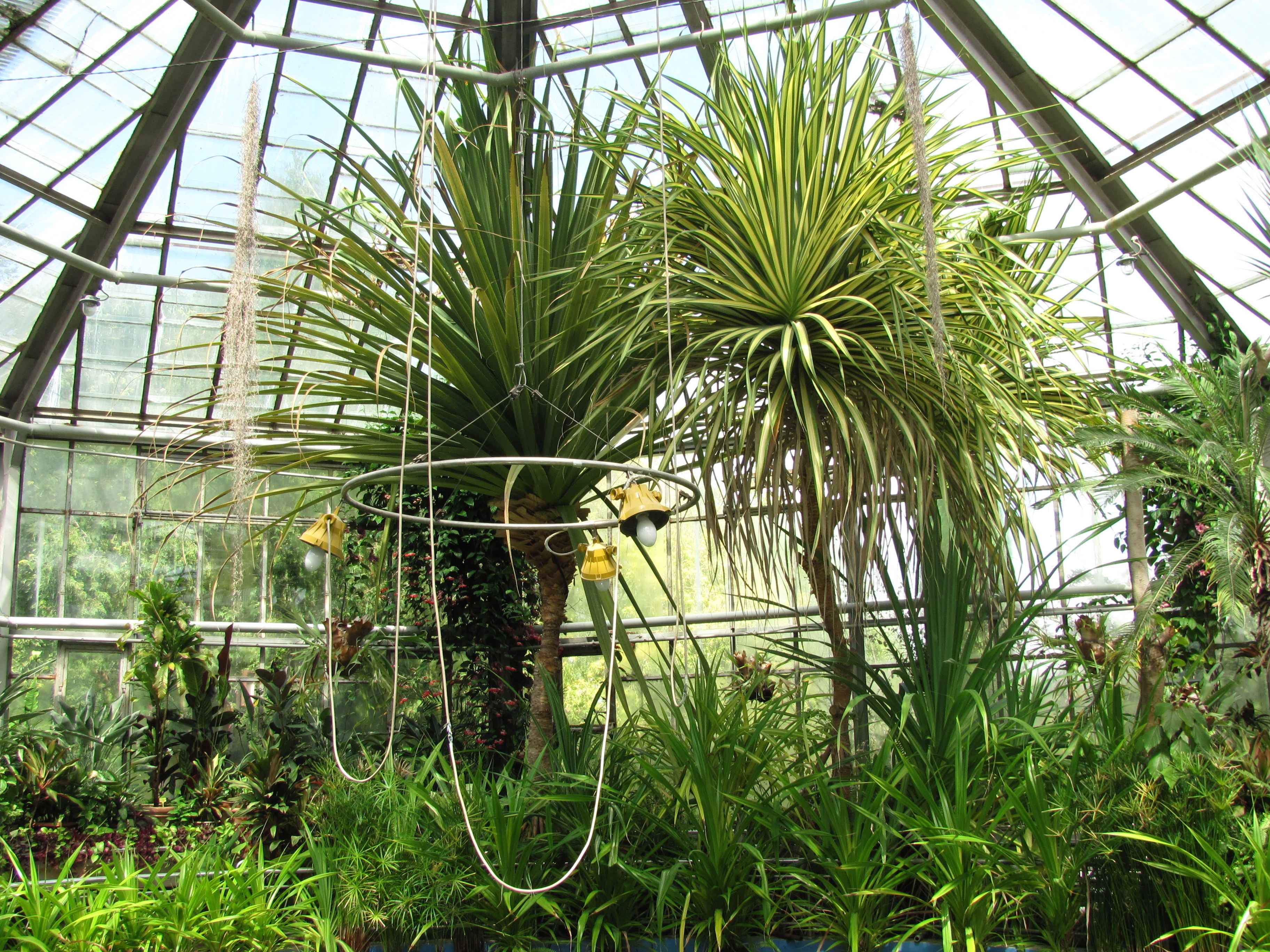
În seră
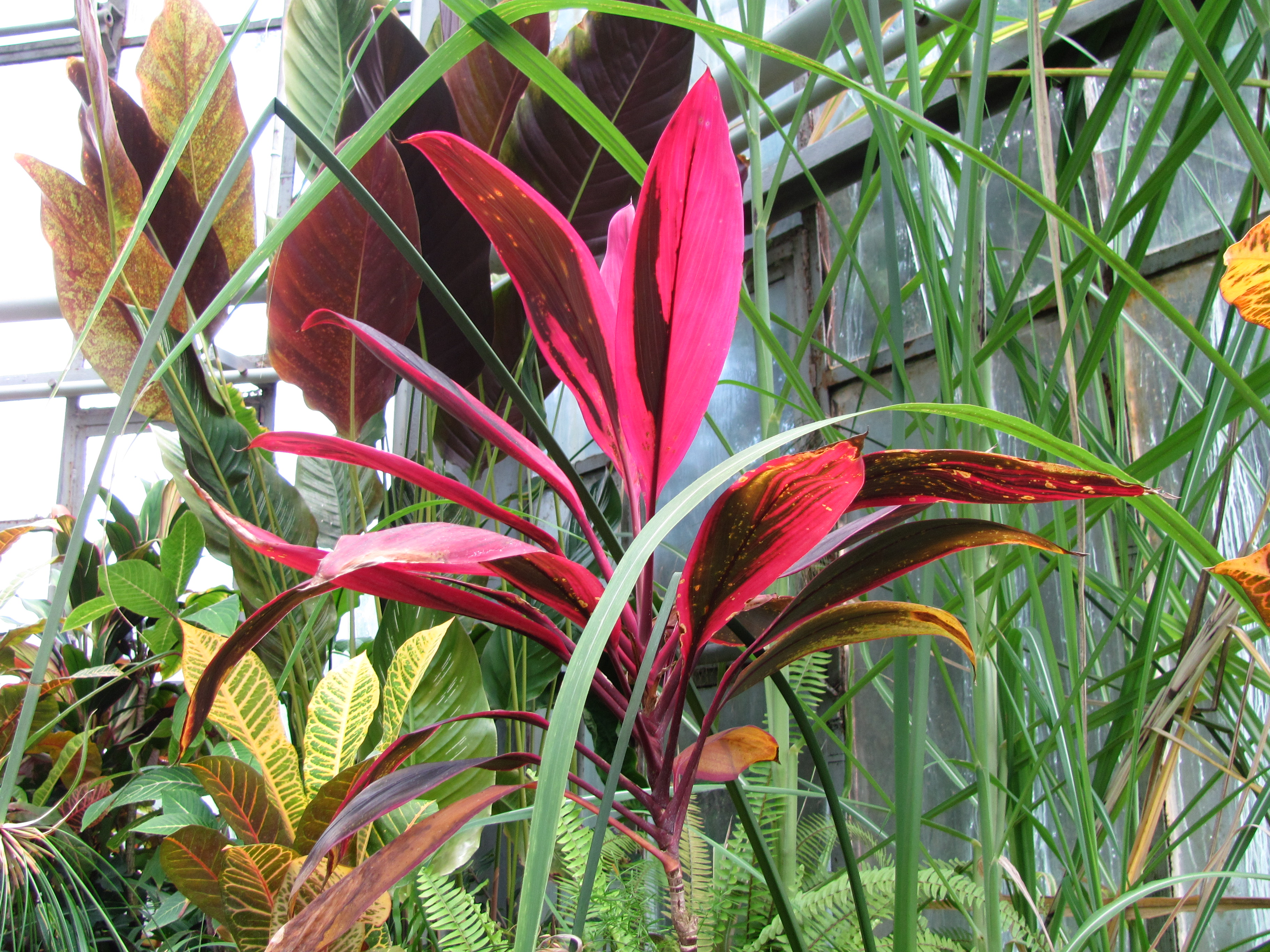
În seră
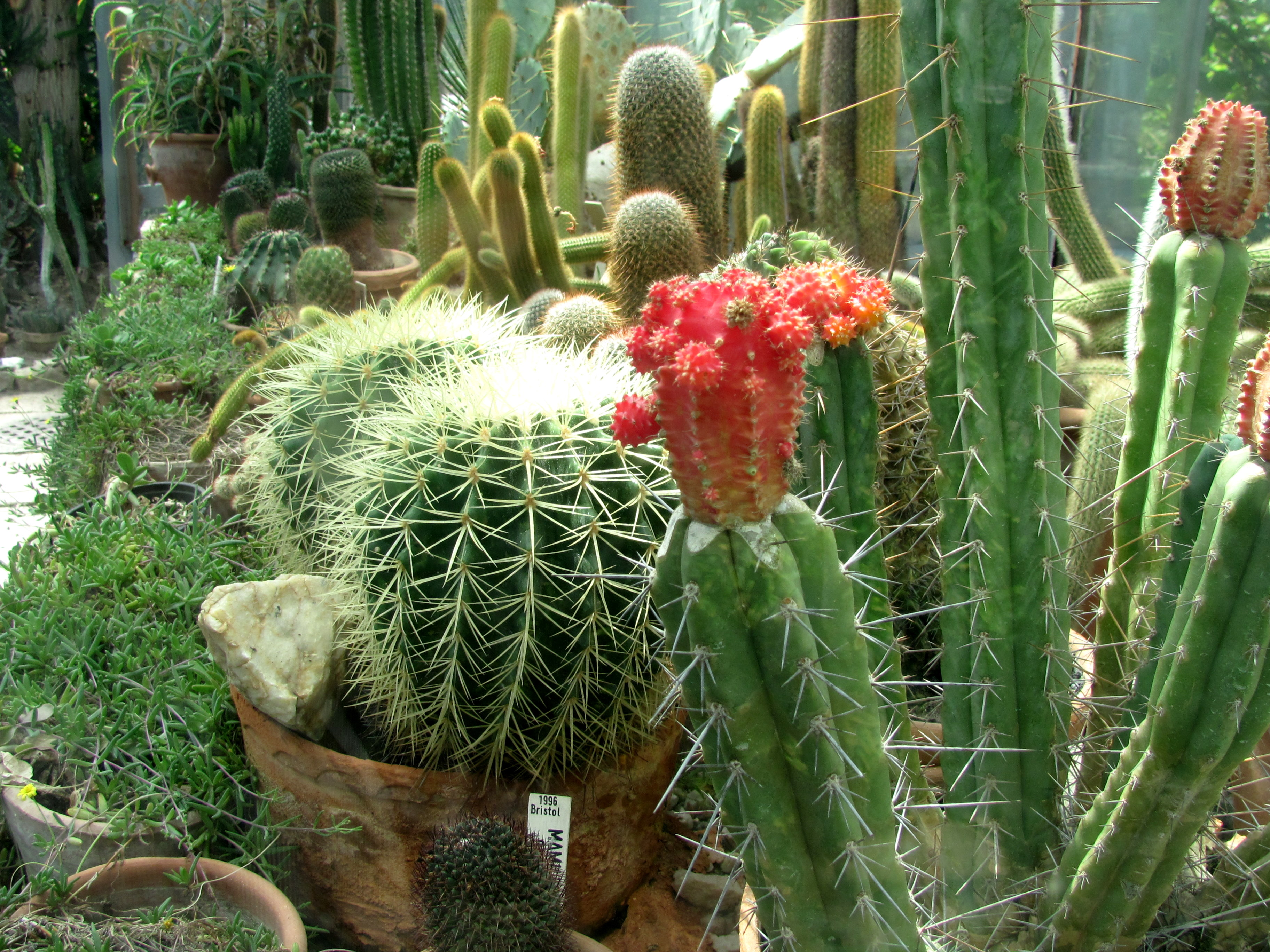
În seră
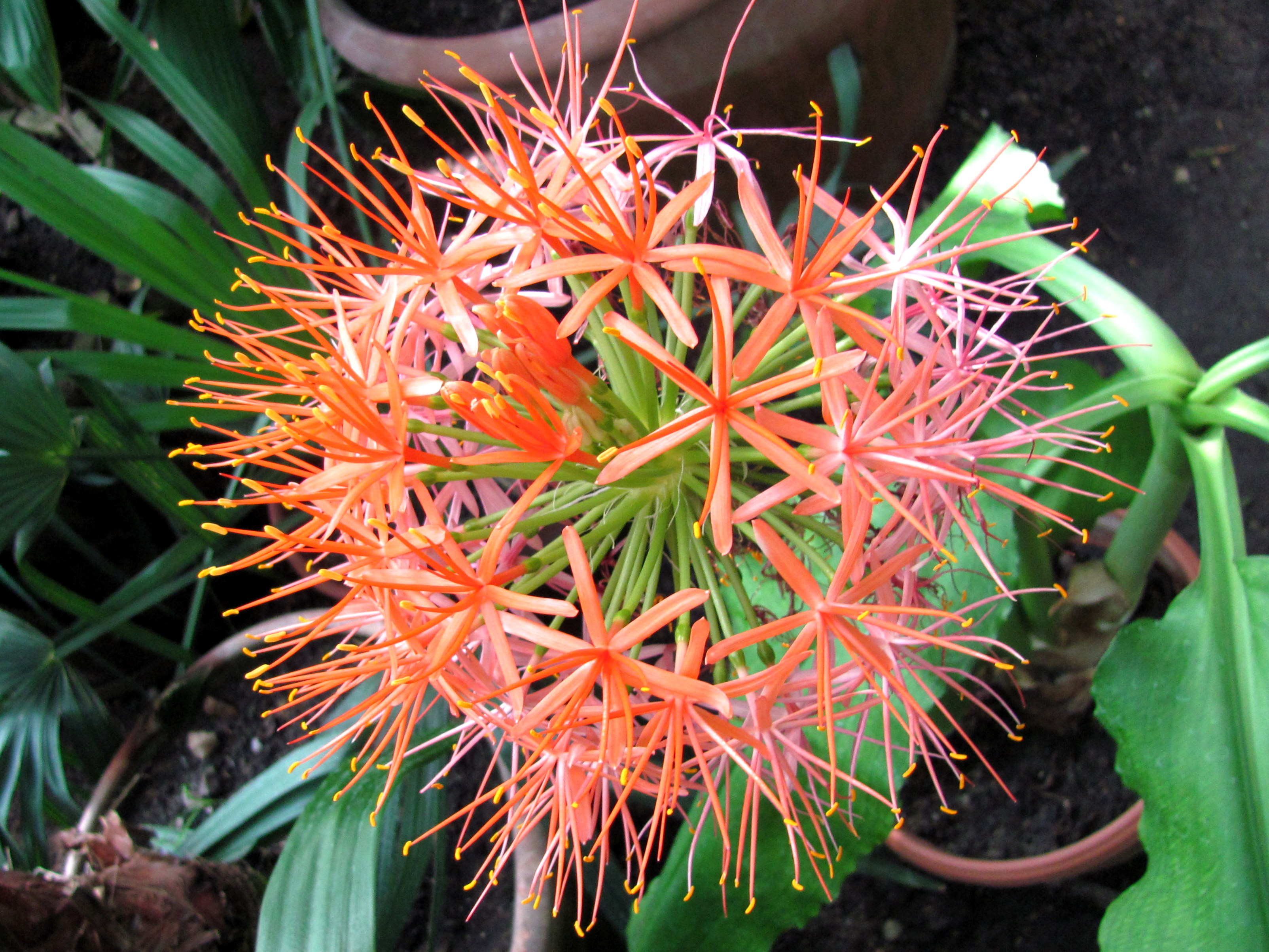
În seră
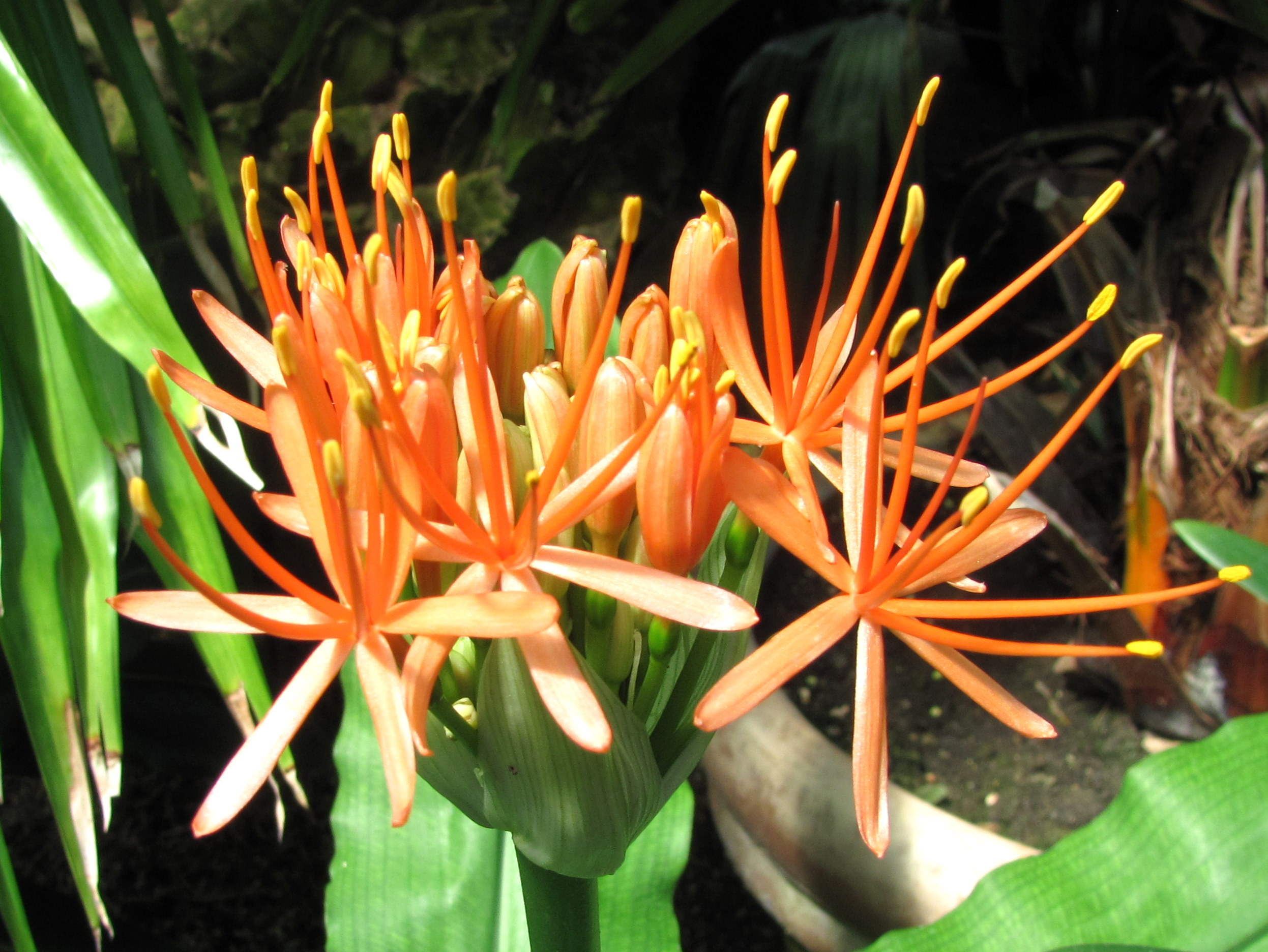
În seră
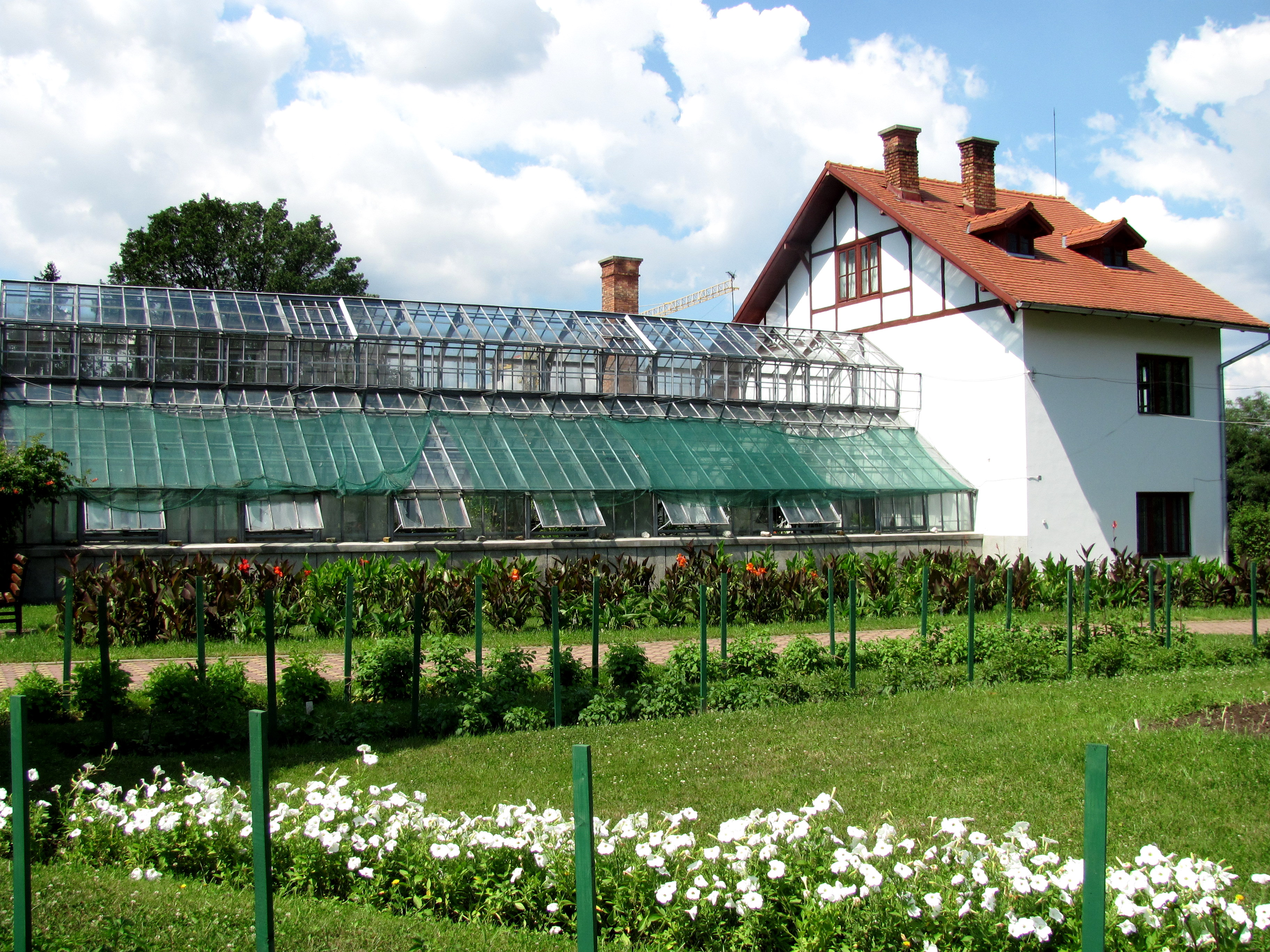
Seră
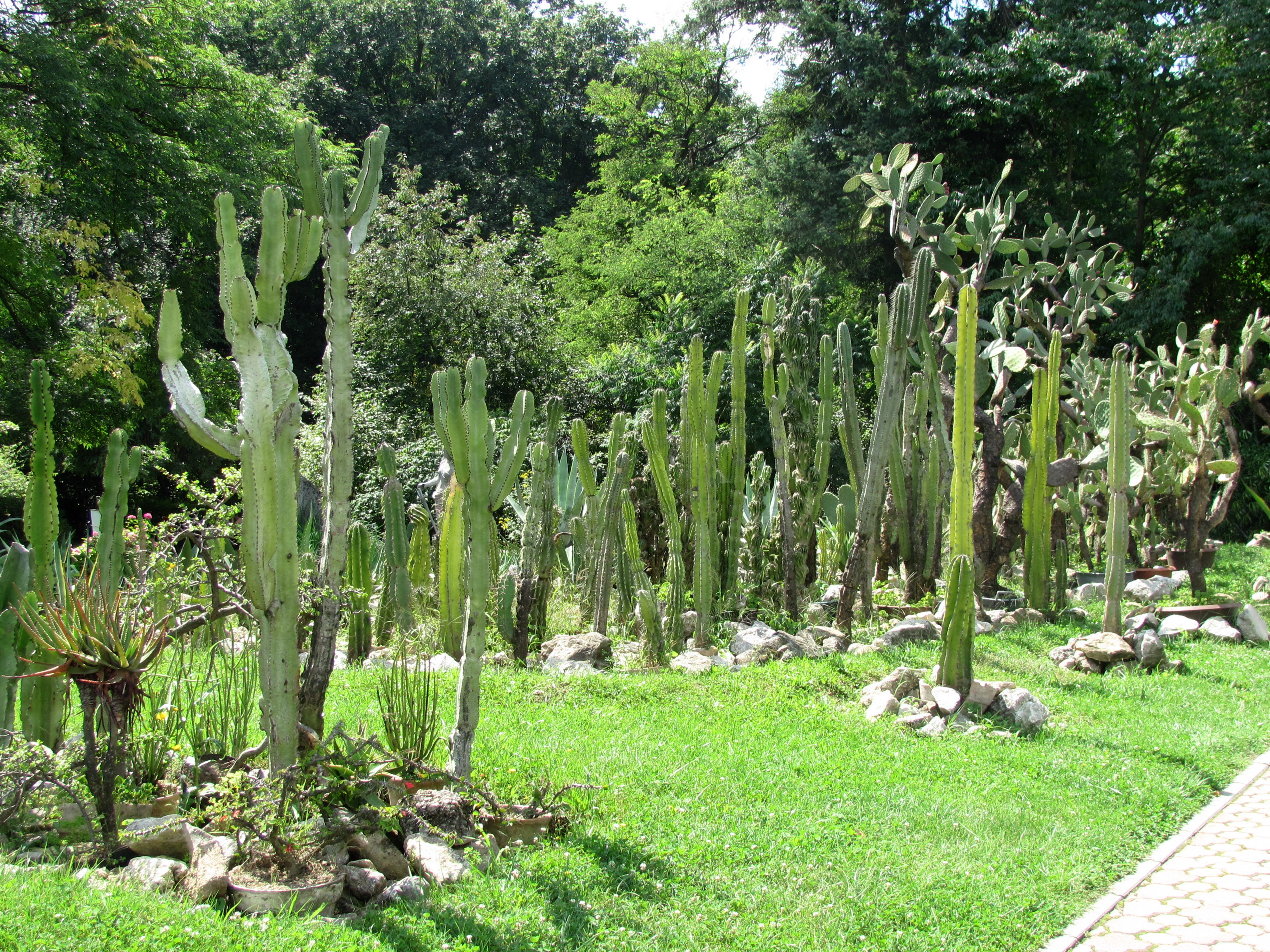
Aleea centrală
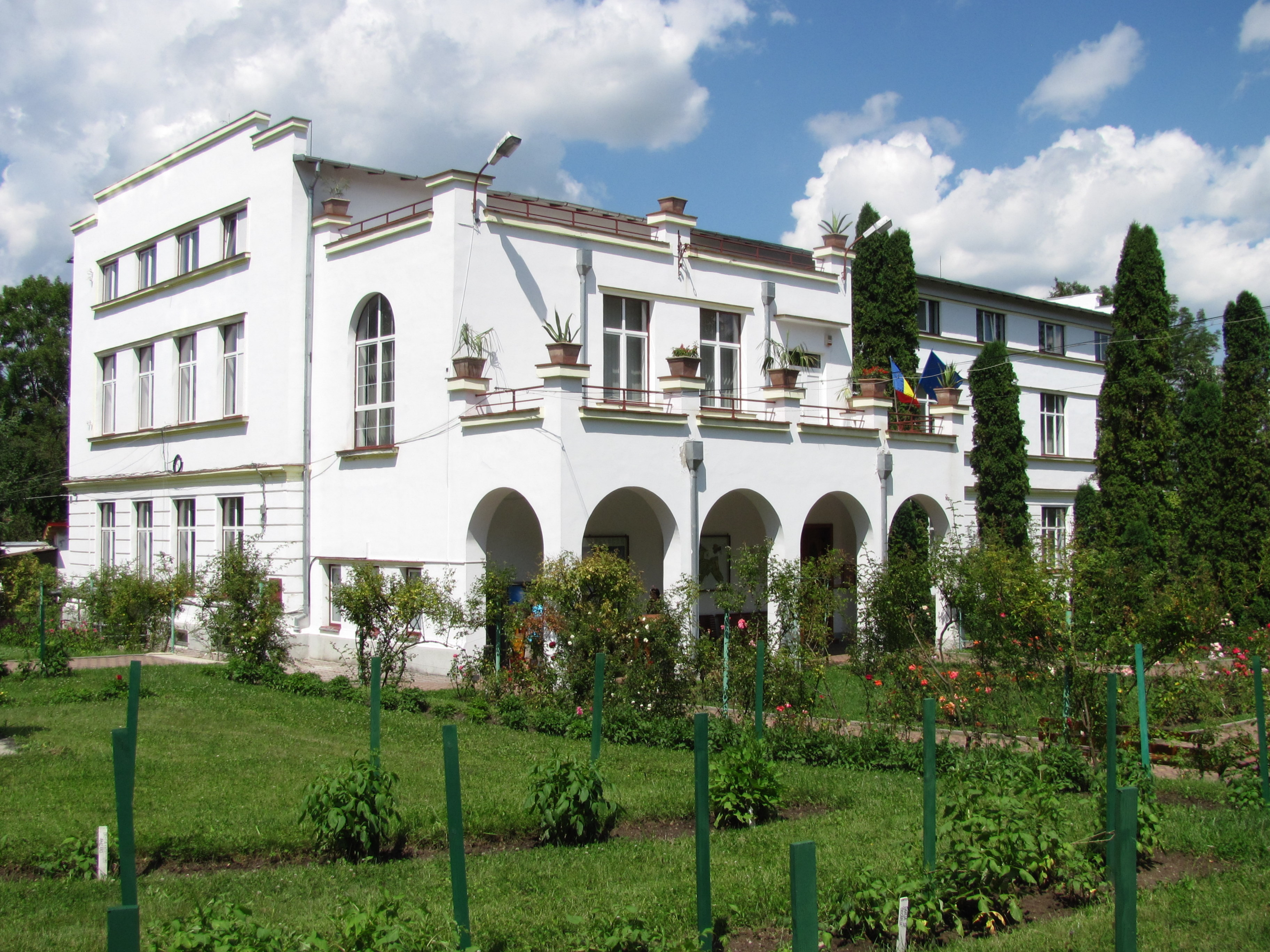
Clădirea Institutului Botanic ce include la parter Muzeul Botanic
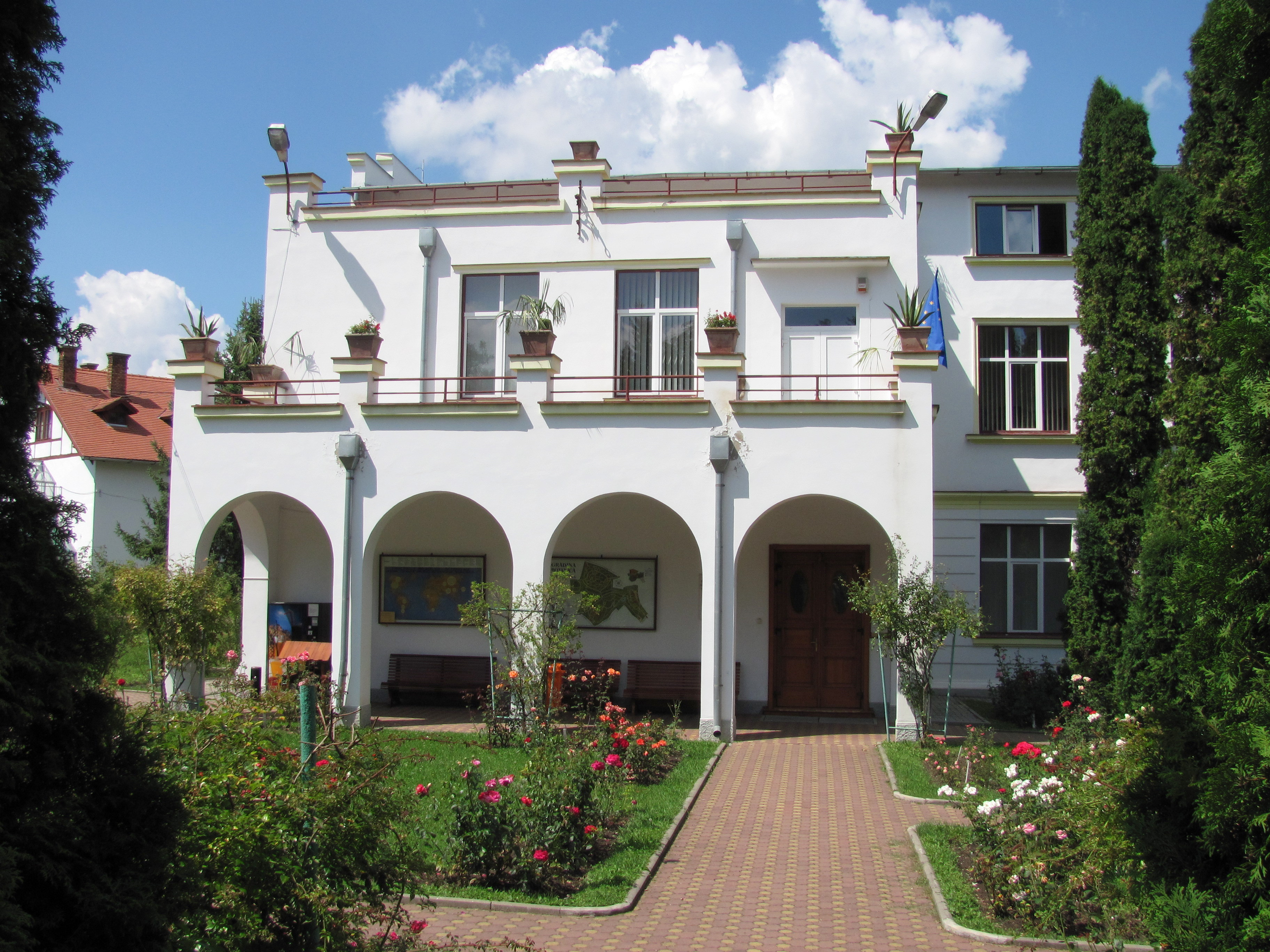
Clădirea Institutului Botanic ce include la parter Muzeul Botanic
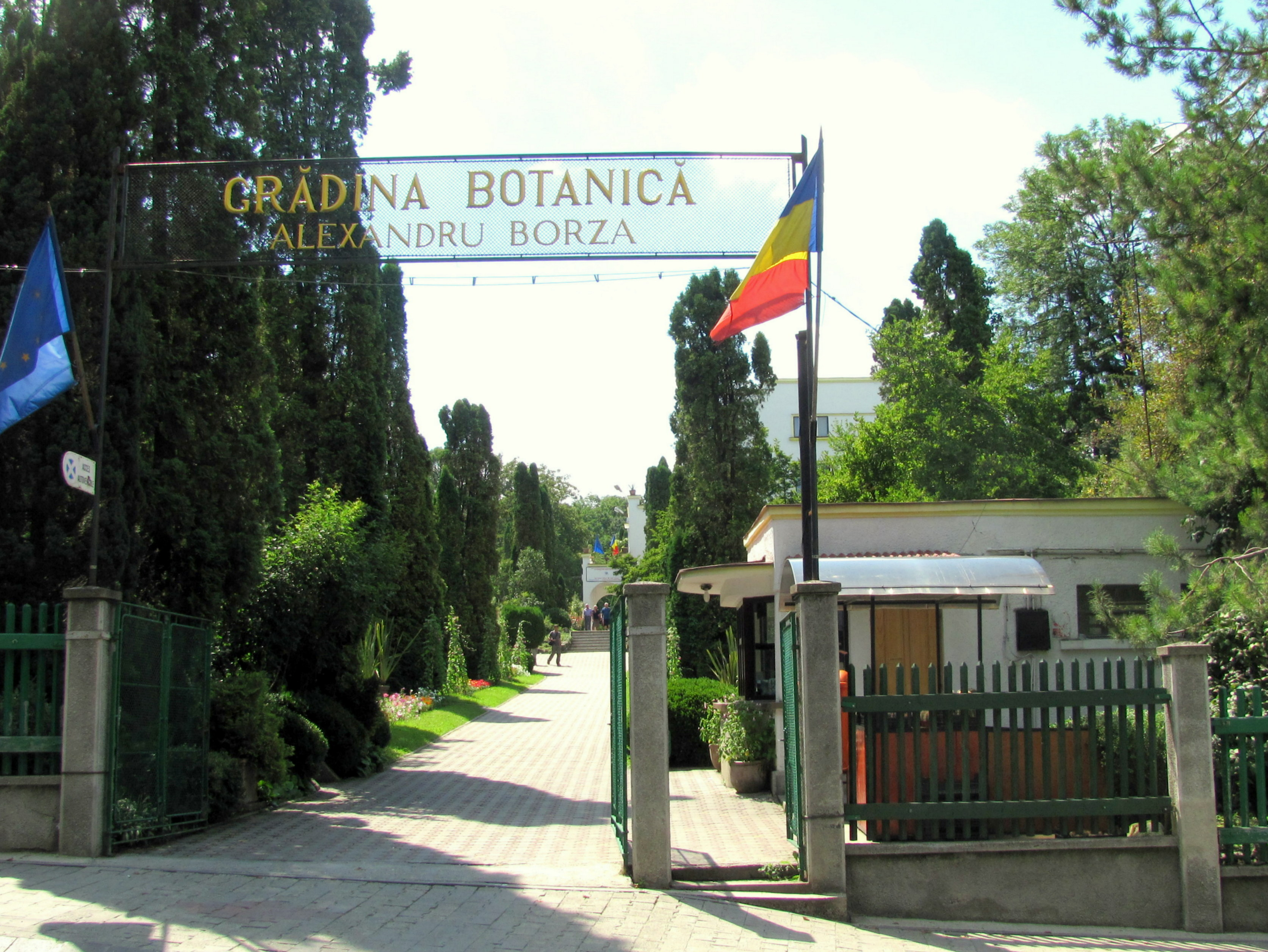
Poarta de acces de pe str. Republicii nr.42

## Varia

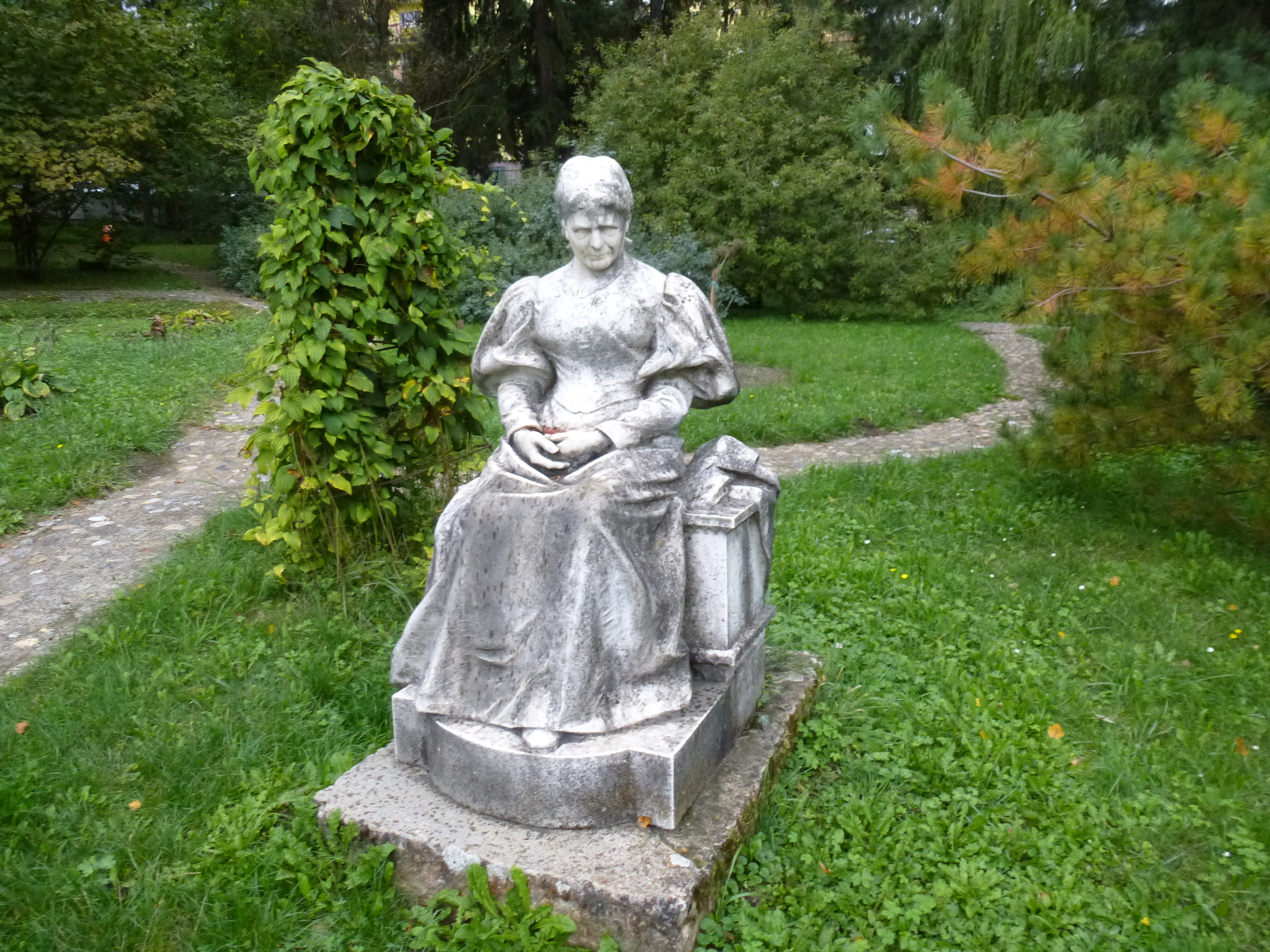
Statuia scriitoarei Etelka Hory, „Marea Doamnă a Călatei”

Sculptorul clujean Ferenc Szeszák (1881-1919) este creatorul statuii ce o înfățișează pe Etelka Hory, numită și "Marea Doamnă a Călatei", cea care a atras atenția lumii asupra artei populare din Țara Călatei. Această statuie se află în Grădina Botanică din Cluj, în spatele Turnului de Apă, fără nicio mențiune despre sculptor sau despre persoana reprezentată. Multă lume crede că statuia o reprezintă pe împărăteasa Sissi a Austriei.